# Yash Johar
Anand Raj Johar, conosciuto come Yash Johar (Amritsar, 6 settembre 1929 – Faridabad, 26 giugno 2004), è stato un produttore cinematografico indiano.
Ha fondato la casa di produzione cinematografica bollywoodiana Dharma Productions nel 1976 e ha realizzato film in Hindi celebri soprattutto per i set sontuosi e i luoghi esotici, ma ha confermato tradizioni indiane e dei valori della famiglia.
Il maggior successo della casa Dharma Productions è sicuramente rappresentato dal film del 1998 Kuch Kuch Hota Hai, che ha rappresentato il debutto registico di suo figlio Karan Johar, avuto con Hiroo Johar. Alla sua morte, le redini dell'azienda sono state prese proprio da Karan Johar.

## Filmografia selezionata

### Produttore
- Dostana (1981)
- Duniya (1984)
- Muqaddar Ka Faisla (1987)
- Agneepath (1990)
- Gumraah (1993)
- Mowgli - Il libro della giungla (1994) (associate producer)
- Duplicate (1998)
- Kuch Kuch Hota Hai (1998)
- Kabhi Khushi Kabhie Gham (2001)
- Kal Ho Naa Ho (2003)